# Kanton Nancy-2
Kanton Nancy-2 (fr. Canton de Nancy-2) je francouzský kanton v departementu Meurthe-et-Moselle v regionu Grand Est. Tvoří ho část města Nancy. Zřízen byl v roce 2015.